# Sergios I. Konstantinopolský
Sergios I. Konstantinopolský byl konstantinopolským ekumenickým patriarchou v letech 610–638, který sehrál stěžejní roli při záchraně města v době obležení Konstantinopole v roce 626 spojenými vojsky Avarů, Slovanů a Peršanů.

## Život a záchrana Konstantinopole

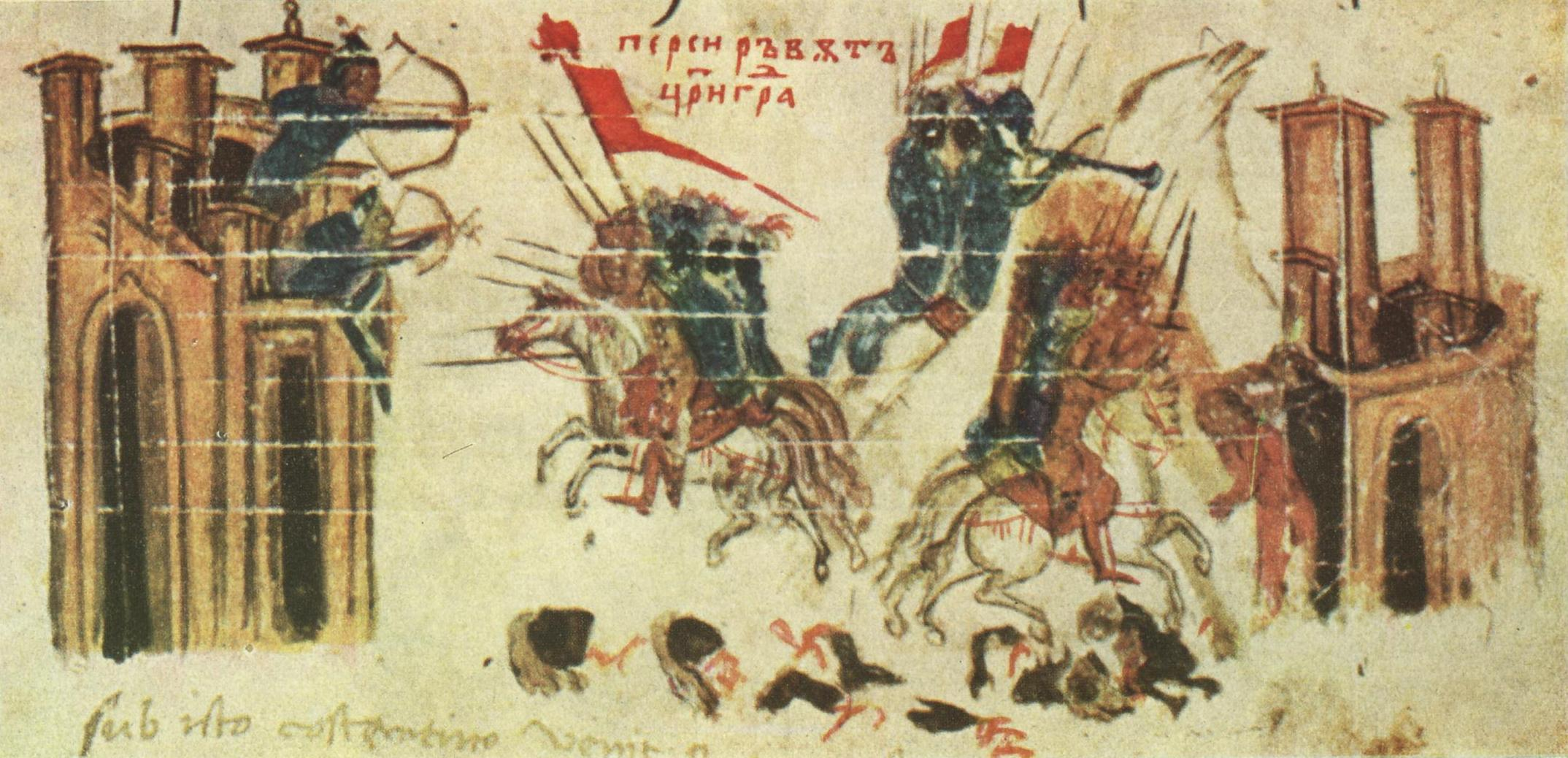
Miniatura 42 z Kroniky Konstantina Manassese, 14. století: Císař Herakleios útočí na perskou pevnost, zatímco Peršané útočí na Konstantinopol.

Sergios nabyl již určitého významu předtím, než byl zvolen konstantinopolským patriarchou. Vykonával funkci strážce přístavu a byl jáhnem v hlavním chrámu Hagia Sofia. Patriarchou se Sergios stal 18. dubna 610 a v říjnu téhož roku korunoval Herakleia císařem a pokřtil jeho dceru. Stal se také císařovým rádcem po smrti císařovny Fabie Eudokie v otázce nového sňatku císaře s jeho neteří Martinou, a tím vším se císař a patriarcha sblížili.
V roce 614 se perská armáda zmocnila Jeruzaléma, přičemž poškodila chrám Božího hrobu a zmocnila se Pravého kříže, který původně objevila císařovna Helena. Heraklius zahájil roku 622 proti Peršanům protiútok. Potřebné finance pro úspěch tažení zajistil Sergios z církevních prostředků. Dokonce se uvádí, že bronzový vůl z Fora Tauri byl roztaven, aby pomohl zajistit materiál pro ražbu mincí.
Sergios se také zasloužil o záchranu Konstantinopole jako hlavního města Východořímské říše. Konstantinopol trpěla po celou dobu tažení proti Peršanům nedostatkem potravin, protože hlavní obilnicí říše byl Egypt, který byl však ztracen. Císař Herakleios chtěl přesunout hlavní město do Kartága a usnadnit tak zásobování obyvatelstva potravinami, Sergios tu myšlenku však nepodpořil a obchodoval s volnými příděly chleba, aby ulehčil státní pokladně.
V roce 622 císař svěřil patriarchovi Sergiovi město Konstantinopol i péči o jeho syna Theodosia. Za velkého obléhání Konstantinopole v roce 626 spojenými vojsky Avarů, Slovanů a Peršanů měl Sergios spolu s patricijem Bonusem vedl obranu města. V nejtěžší chvíli nesli posvátnou ikonu města Matku Boží Vlachernskou modlitebním procesím kolem městských hradeb a hned po skončení procesí se rozpoutala obrovská bouře, která dle legendy nepřátelské loďstvo zničila. Na památku té události byl složen mariánský církevní hymnus Vojevůdkyně v boji vítězná.

## Monotheletismus
Po vítězství nad Peršany začaly v náboženské společnosti opět vznikat rozpory mezi monofyzitskou a chalkedonskou vírou. Císař Herakleios i patriarcha Sergios plánovali přijmout určitou formu monoenergismu a doufali, že jejich náboženská formule bude schopna propojit různá náboženská přesvědčení a zajistit pocit jednoty v říši.
Sergios hlásal víru, že Ježíš Kristus měl dvě přirozenosti, ale jednu vůli, známou jako monotheletismus. Doufal, že tato myšlenka osloví jak chalkedonské, tak monofyzitické stoupence v říši, neboť spojovala základní principy převzaté z obou oblastí praxe. Zpočátku měl Sergios úspěch až v roce 633 začal Herakleiův monoenergismus narážet na odpor chalkedonců, především mnichů Sofronia a Maxima Vyznavače. Na Kypru za tím účelem byl roku 634 svolán synod, císař se pak po vyslechnutí všech stanovisek i s patriarchou Sergiem přiklonil k monotheletismu.
Sergios se také snažil zdůraznit význam monothelitismu papeži Honoriovi a ten nakonec se Sergiovým přesvědčením souhlasil. Sergios hledal formuli, která by plně uspokojila jak chalkedonské, tak monofyzity. Nakonec zakázal diskusi o tom, zda má Kristus v sobě jednu nebo dvě energie, a místo toho trval na tom, že Pán má dvě různé přirozenosti vtělené do jediné vůle a těla a nazval toto tvrzení Ecthesis. Přesto nebyla Ecthesis všemi chalkedonci dobře přijata; Sofronius ji vnímal špatně do té míry, že proti ní vydal dekret. Také císař Herakleios váhal, zda se pod Sergiovo dílo podepsat. Ačkoli Sergius dokončil Ecthesis v roce 636, Heraklius ji podepsal ke schválení až v roce 638, tedy ve stejném roce, kdy Sergios zemřel.
Ecthesis z roku 638 po Kr. vydal císař Heraklius se Sergiovým souhlasem. Tento dokument definoval monothelitismus jako oficiální císařskou formu křesťanství a v následujících letech po svém zavedení zůstal velmi kontroverzní.

## Následky
Navzdory počátečnímu silnému rozšíření monotheletské víry přinesl rok 640 její náhlý konec. Po roce 638 došlo v krátkém sledu k řadě událostí. Nejprve nový papež Severinus projevil silný odpor k přijetí monotheletské víry. Jeho nástupce, papež Jan IV. byl ještě silnějším odpůrcem této praxe. A po Herakleiově smrti v roce 641 byli oba následující císaři Konstantin III. a Konstans II. ortodoxní praxe, kteří odstranili Ecthesis jako oficiální císařskou doktrínu.Tím bylo fakticky rozdrceno jádro monotheletismu a ortodoxní učení (chalkedonské) se v celé říši začalo rychle obnovovat.
Učení monotheletismu bylo zavrženo na Lateránské synodě roku 649 a nakonec prohlášeno za herezi na třetím konstantinopolském koncilu (šestý ekumenický koncil) v letech 680-681 po Kr. prohlášením:
"V souladu s učením svatých otců vyhlašujeme, že v něm (Kristu) jsou dvě přirozené vůle a dvě přirozené činnosti, bez oddělení, beze změny, bez rozdělení, bez smíšení. Tyto dvě přirozené vůle nejsou nikdy v protikladu jedna vůči druhé (to ať není ani vysloveno!), jak tvrdili bezbožní bludaři; ale jeho lidská vůle následuje Boží vůli, neprotiví se jí a ani nebrání, naopak je jeho božské a všemohoucí vůli podřízena."
Třetí konstantinopolský (šestý ekumenický) koncil

Koncil svolal císař Konstantin IV. se souhlasem papeže Agathona. Patriarcha Sergios I. a papež Honorius byli koncilem prohlášeni za heretiky. Byl to nejdelší koncil starověku – trval od listopadu 680 do září 681. Otcové šestého ekumenického sněmu se vyjádřili takto:
| „                         | „Po dlouhý čas tento sněm se zaobíral záležitostmi týkajícími se čisté křesťanské víry…, neshody týkající se pravoslaví (peri tes orthodoxias) které vznikly, byly překonány tím, že jsme se spolehli na pravdu pravoslavné víry (tes orthodoxou pisteos ten alitheian…ten hygie orthoteta tes orthodoxou pisteos)“ | “ |
| — Šestý ekumenický koncil | |   |